# Roggianite
La roggianite è un alluminosilicato di calcio e berillio, minerale scoperto in Val Vigezzo, provincia del Verbano-Cusio-Ossola in Italia dal professor Aldo Roggiani.

## Morfologia
Di aspetto traslucido e semitrasparente e colori dal bianco al giallo tenue cristallizza tetragonalmente.

## Origine e giacitura
È di norma associata a thomsonite, molibdenite e crisoberillo.